# Hörndlwand
Die 1684 m ü. NHN hohe Hörndlwand gehört zu den Chiemgauer Alpen und ist dank ihres Felszahnes der markanteste Gipfel zwischen Ruhpolding und Reit im Winkl. Der Berg liegt unmittelbar an einer sehr bedeutenden Deckenstirn.

## Geographie
Die Hörndlwand bildet zusammen mit dem nur 500 Meter weiter westlich liegenden, nur 7 Meter höheren Gurnwandkopf ein 2,5 Kilometer langes, in die Ostnordost-Richtung gestrecktes Bergmassiv, das manchmal auch als Hochkienberg oder Seehauser Kienberg bezeichnet wird. Dies ist aber streng genommen nicht richtig, da beide Kienberge einen eigenen abgetrennten Teil des Bergstocks darstellen. Die Hörndlwand wird nach Westen durch die Hörndlwandscharte vom Gurnwandkopf abgetrennt. Nach Süden trennen sie der 1630 Meter hohe Ostertalsattel und das folgende Elsental vom Hochkienberg. Das Ostertal und der aus ihm entspringende Ostertalgraben setzen es gegen den zur Schlösselschneid (1416 m) verlaufenden Ostgrat ab. Direkt nördlich unterhalb der Steilwand liegt auf zirka 1425 Meter die Hörndlalm (die Nordwand der Hörndlwand ist somit über 200 Meter hoch). Von ihr führt der Nordnordostgrat zum 1,5 Kilometer entfernten Sulzgrabenkopf auf 1521 Meter.

## Zugang
Die Hörndlwand kann relativ einfach über einen markierten Steig von trittsicheren und schwindelfreien Bergwanderern erklommen werden. Am Gipfel gibt es drei Gipfelkreuze, von denen eines (Ostgipfel) nur durch Kletterei zu erreichen ist.
Durch die 200 m hohe Nordwand führen einige Sportkletterrouten.
Der Normalweg beginnt in Seehaus zwischen Ruhpolding und Reit im Winkl. Zunächst folgt man einem mäßig ansteigenden Wanderweg, der über einem kleinen Tal und vorbei an Wasserfällen hinauf zur Branderalm führt. Ab dort geht es auf einem schmalen Steig weiter, nochmals durch Wald zu einer Weggabelung, wo man sich entscheiden muss. Entweder links der etwas leichtere Normalweg über das Ostertal und die Südseite oder rechts Richtung Hörndlalm, dann weiter zum Jägersteig, der teils ausgesetzt ist und über den Nordgrat zum Gipfel. Beide Varianten sind etwa gleich lang und treffen knapp unter dem Gipfel wieder zusammen, der nach insgesamt 2,5 Stunden erlangt wird. 
Vom Gipfel hat man eine schöne Aussicht: im Osten der Staufen, die Berchtesgadener Alpen und das Sonntagshorn, im Süden das Dürrnbachhorn, die Loferer Steinberge, die Steinplatte, und das Kaisergebirge, im Westen der Geigelstein und das Mangfallgebirge sowie im Norden der Hochgern, der Chiemsee und der Hochfelln.
Weitere Routen auf die Hörndlwand:
- Vom Lödensee über die verfallene Hochkienbergalm und die Südseite in 2,5 Stunden zum Gipfel (schwierig zu finden!)
- Vom Weitsee über die Röthelmoosalm, die verfallene Hochkienbergalm und die Südseite in 3 Stunden zum Gipfel (mittel)
- Von Urschlau (östlich von Ruhpolding) über die Hörndlalm und die Nordseite in rund 2,5 Stunden zum Gipfel (mittel)
- Vom Unternberg, auf den eine Sesselbahn von Ruhpolding führt, über die Branderalm in 3 Stunden zum Gipfel (leicht bis zur Branderalm, danach je nach Variante wie oben beschrieben)

## Geologie
Der Gipfelaufbau der Hörndlwand besteht wie auch der Rauschberg aus hellgrauem bis weißen, rund 230 Millionen Jahre altem mitteltriassischen Wettersteinkalk (Ladinium/Langobardium). Der Wettersteinkalk ist ein überwiegend kompakter Riffkalk, der an der Hörndlwand bis zu 800 Meter mächtig werden kann (700 Meter am Rauschberg) und bis an die Grenze zum Karnium heranreicht. Es handelt sich hierbei um einen nahezu reinen Kalk mit 99 % CaCO3, der überdies sehr starke Verkarstungsspuren (mit Karsthohlformen) aufweist. 
An Fossilien kann der Wettersteinkalk Kalkalgen (Wirtelalge Diplopora), Kalkschwämme (Tubiphytes), Sclerospongiae, Korallen, Foraminiferen, Stromatolithen und Schalentrümmerreste von Schnecken und Muscheln (Daonellen) enthalten. Die Riffe entstanden im Norden des damaligen Tethysraums am südlichen Schelfrand Europas.
Der Wettersteinkalk kann in die drei Abschnitte Unterer, Mittlerer und Oberer Wettersteinkalk gegliedert werden. Der nur wenige Zehnermeter mächtige Untere Wettersteinkalk ist geschichtet und enthält mehrere dunkle Dolomitlagen sowie so genannte Großoolithen. Der Mittlere Wettersteinkalk ist massig-kompakt und wird bis zu 650 Meter mächtig. Der Obere Wettersteinkalk erreicht 100 Meter; es handelt sich um einen gut gebankten Kalk, wobei die einzelnen Kalkbänke 2 bis 5 Meter Mächtigkeit aufweisen und durch dünne Dolomitbänder abgetrennt werden. Die obersten beiden Meter unterhalb der Raibler Schichten bilden Rhythmite mit Kalk-Dolomit-Wechsellagerung.
Strukturell bildet das Hochkienbergmassiv die Aufschleppung eines kompetenten Schichtgliedes (gestörte Sattelstruktur). Unmittelbar vor dem nördlichen Wandfuß der Hörndlwand verläuft die Ostnordost-streichende steile Aufschiebung der tirolischen Staufen-Höllengebirgs-Decke über die bajuvarische Lechtal-Decke – eine bedeutende tektonische Grenze in den Nördlichen Kalkalpen. Die Südseite der Sattelstruktur fällt recht steil zum Lödensee hin ab. Den Sattelkern durchziehen markante Störungen.

## Ökologie
Die Hörndlwand liegt vollständig am Westrand des nahezu 100 Quadratkilometer großen und 1955 eingerichteten Naturschutzgebiets Östliche Chiemgauer Alpen (Nummer NSG-00069.01).